# Trichananca fulgida
Trichananca fulgida là một loài bọ cánh cứng trong họ Anthicidae. Loài này được Werner & Chandler miêu tả khoa học năm 1995.